# 国道39号 (韩国)
国道39号，又称扶余－议政府线，是大韩民国的一条南北向国家级公路。路线南起忠清南道扶余郡（与国道40号相连），途经仁川广域市和首尔特别市，北至京畿道议政府市佳陵1洞（与国道3号相连），其全线全长约225.4千米，于1981年3月14日开始规划建设，1981年4月6日开通部分路段。

## 主要途径城市

### 忠清南道
扶余郡 - 青阳郡 - 公州市 - 牙山市

### 京畿道（A段）
平泽市 - 华城市 - 安山市 - 始兴市 - 富川市

### 仁川广域市
桂阳区

### 京畿道（B段）
金浦市

### 首尔特别市
江西区

### 京畿道（C段）
高阳市 - 杨州市 - 议政府市

## 主要途径道路
- 西海岸高速公路
- 唐津盈德高速公路
- 牙山清州高速公路（朝鲜语：아산청주고속도로）
- 平泽堤川高速公路
- 岭东高速公路
- 首尔外环高速公路
- 京仁高速公路
- 舒川公州高速公路
- 平泽始兴高速公路
- 国道1号
- 国道3号
- 国道4号
- 国道6号
- 国道21号（朝鲜语：국도 제21호선）
- 国道29号
- 国道32号
- 国道34号
- 国道36号
- 国道38号（朝鲜语：국도 제38호선）
- 国道40号
- 国道42号（朝鲜语：국도 제42호선）
- 国道43号（朝鲜语：국도 제43호선）
- 国道45号（朝鲜语：국도 제45호선）
- 国道46号
- 国道47号
- 国道48号
- 国道77号（朝鲜语：국도 제77호선）
- 国道82号
- 39国家支援地方道39号（朝鲜语：국가지원지방도 제39호선）
- 70国家支援地方道70号（朝鲜语：국가지원지방도 제70호선）
- 78国家支援地方道78号（朝鲜语：국가지원지방도 제78호선）
- 82国家支援地方道82号（朝鲜语：국가지원지방도 제82호선）
- 84国家支援地方道84号（朝鲜语：국가지원지방도 제84호선）
- 96国家支援地方道96号（朝鲜语：국가지원지방도 제96호선）
- 98国家支援地方道98号（朝鲜语：국가지원지방도 제98호선）
- 88首尔特别市道88号（朝鲜语：서울특별시도 제88호선）
- 92首尔特别市道92号（朝鲜语：서울특별시도 제92호선）